# Bloemvliegen
De bloemvliegen (Anthomyiidae; samentrekking van Oudgrieks ἄνθος, anthos; "bloem" en μυῖα, muia; "vlieg") zijn een familie uit de orde van de tweevleugeligen (Diptera) en hierbinnen tot de onderorde van de vliegen (Brachycera). Wereldwijd zijn ongeveer 1200 soorten uit deze familie bekend.
Een aantal bloemvliegen wordt gezien als ongedierte in de landbouw, met name soorten uit het geslacht Delia. Voorbeelden hiervan zijn de uienvlieg (Delia antiqua), de slanke graanvlieg (Delia coarctata), de grote koolvlieg (Delia floralis), de bonenvlieg (Delia platura) en de koolvlieg (Delia radicum).

## Geslachten
- Acyglossa
- Adia
- Alliopsis
- Anthomyia
- Botanophila
- Calythea
- Chirosia
- Delia
- Egle
- Emmesomyia
- Eustalomyia
- Eutrichota
- Fucellia
- Heterostylodes
- Hydrophoria
- Hylemya
- Hylemyza
- Lasiomma
- Leucophora
- Mycophaga
- Myopina
- Paradelia
- Paregle
- Pegomya
- Pegoplata
- Phorbia
- Strobilomyia
- Subhylemyia
- Zaphne

## In Nederland waargenomen soorten
- Genus: Acyglossa
  - Acyglossa atramentaria
- Genus: Adia
  - Adia cinerella
- Genus: Alliopsis
  - Alliopsis billbergi
  - Alliopsis silvestris
- Genus: Anthomyia
  - Anthomyia confusanea
  - Anthomyia liturata
  - Anthomyia mimetica
  - Anthomyia monilis
  - Anthomyia plurinotata
  - Anthomyia pluvialis
  - Anthomyia procellaris
- Genus: Botanophila
  - Botanophila biciliaris
  - Botanophila brunneilinea
  - Botanophila dissecta
  - Botanophila fugax
  - Botanophila gnava
  - Botanophila latifrons
  - Botanophila seneciella
  - Botanophila silvatica
  - Botanophila sonchi
  - Botanophila striolata
  - Botanophila trapezina
  - Botanophila varicolor
- Genus: Calythea
  - Calythea nigricans
  - Calythea pratincola
- Genus: Chirosia
  - Chirosia albitarsis - (Varenvlieg)
  - Chirosia betuleti - (Gewone bloemvlieg)
  - Chirosia cinerosa
  - Chirosia crassiseta - (Borstelbloemvlieg)
  - Chirosia grossicauda - (Brede bloemvlieg)
  - Chirosia histricina
  - Chirosia latipennis
- Genus: Delia
  - Delia albula
  - Delia angustifrons
  - Delia antiqua - (Uienvlieg)
  - Delia bisetosa
  - Delia brunnescens
  - Delia cardui - (Anjervlieg)
  - Delia coarctata - (Slanke graanvlieg)
  - Delia criniventris
  - Delia echinata
  - Delia floralis - (Grote koolvlieg)
  - Delia florilega
  - Delia frontella
  - Delia interflua
  - Delia lamelliseta
  - Delia lavata - (Zandhavervlieg)
  - Delia nudibasis
  - Delia pallipennis
  - Delia parcepilosa
  - Delia planipalpis
  - Delia platura - (Bonenvlieg)
  - Delia quadripila
  - Delia radicum - (Koolvlieg)
- Genus: Egle
  - Egle ciliata
  - Egle concomitans
  - Egle lyneborgi
  - Egle minuta
  - Egle parva
  - Egle parvaeformis
  - Egle rhinotmeta
  - Egle steini
  - Egle subarctica
  - Egle suwai
- Genus: Emmesomyia
  - Emmesomyia grisea
  - Emmesomyia socia
- Genus: Eustalomyia
  - Eustalomyia hilaris
  - Eustalomyia histrio
  - Eustalomyia vittipes
- Genus: Eutrichota
  - Eutrichota praepotens
  - Eutrichota schineri
  - Eutrichota socculata
- Genus: Fucellia
  - Fucellia fucorum
  - Fucellia maritima - (Strandvlieg)
  - Fucellia tergina
- Genus: Heterostylodes
  - Heterostylodes nominabilis
  - Heterostylodes pilifera
  - Heterostylodes pratensis
- Genus: Hydrophoria
  - Hydrophoria lancifer
  - Hydrophoria linogrisea
  - Hydrophoria ruralis
  - Hydrophoria silvicola
- Genus: Hylemya
  - Hylemya nigrimana
  - Hylemya urbica
  - Hylemya vagans
  - Hylemya variata
- Genus: Hylemyza
  - Hylemyza partita
- Genus: Lasiomma
  - Lasiomma anthomyinum
  - Lasiomma picipes
  - Lasiomma seminitidum
  - Lasiomma strigillatum
- Genus: Leucophora
  - Leucophora cinerea
  - Leucophora grisella
  - Leucophora obtusa
  - Leucophora personata
  - Leucophora sericea
- Genus: Mycophaga
  - Mycophaga testacea
- Genus: Myopina
  - Myopina myopina
- Genus: Paradelia
  - Paradelia intersecta
- Genus: Paregle
  - Paregle audacula
- Genus: Pegomya
  - Pegomya betae - (Bietenvlieg)
  - Pegomya bicolor - (Perzikkruidvlieg)
  - Pegomya caesia
  - Pegomya conformis
  - Pegomya cunicularia
  - Pegomya deprimata - (Boletenvlieg)
  - Pegomya dulcamarae
  - Pegomya exilis
  - Pegomya flavifrons
  - Pegomya fulgens
  - Pegomya geniculata
  - Pegomya haemorrhoum
  - Pegomya hyoscyami
  - Pegomya incisiva
  - Pegomya interruptella
  - Pegomya laticornis - (Klisvlieg)
  - Pegomya notabilis
  - Pegomya pulchripes
  - Pegomya rubivora
  - Pegomya rufina
  - Pegomya setaria - (Veelknoopvlieg)
  - Pegomya solennis - (Zuringvlieg)
  - Pegomya steini
  - Pegomya tabida
  - Pegomya testacea
  - Pegomya transversa
  - Pegomya vittigera
  - Pegomya winthemi
  - Pegomya zonata
- Genus: Pegoplata
  - Pegoplata aestiva
  - Pegoplata infirma
  - Pegoplata juvenilis
  - Pegoplata nigroscutellata
  - Pegoplata palposa
- Genus: Phorbia
  - Phorbia fumigata
  - Phorbia genitalis
  - Phorbia moliniaris
  - Phorbia nuceicornis
  - Phorbia penicillaris
  - Phorbia sepia
  - Phorbia unipila
- Genus: Strobilomyia
  - Strobilomyia infrequens
  - Strobilomyia melania
- Genus: Subhylemyia
  - Subhylemyia longula
- Genus: Zaphne
  - Zaphne ambigua
  - Zaphne caudata
  - Zaphne divisa
  - Zaphne wierzejskii